# Аргунов, Андрей Александрович
Андре́й Алекса́ндрович Аргуно́в (Воронович, Кубов, 19 октября 1866, Енисейск — 7 ноября 1939, Прага) — российский политический деятель, революционер, один из лидеров Партии социалистов-революционеров.

## Биография
Из дворян. Окончил Томскую гимназию, учился на юридическом факультете Московского университета, исключен в 1890 году за участие в студенческих волнениях.
В 1896 году организовал в Саратове «Союз социалистов-революционеров», стал одним из основателей партии эсеров. Издавал эсеровский нелегальный журнал «Революционная Россия».
В сентябре 1901 году его сдал полиции Е. Ф. Азеф, который собственноручно был принят им в ПСР. Кроме того, перед своим арестом Аргунов успел передать ему управление и контакты в эсеровской среде.
В 1901 году выслан в Восточную Сибирь на 8 лет.
В ссылке через томских эсеров передал рукопись брошюры «Наши задачи», отпечатанную в феврале—марте 1905 года в Томске и переизданную в следующем году издательством «Земля и воля» в Петербурге.
В 1905 году бежал из ссылки. На 1-м съезде партии эсеров (29 ноября 1905 — 4 января 1906 года) избран членом ЦК партии эсеров. Несколько раз арестовывался, жил в эмиграции.
В 1906 году переехал обратно в Россию, принимал участие в подготовке Выборов в Государственную думу I созыва, в этот же год был арестован и отправлен в Сибирь на три года.
В Новониколаевске работал в газете «Народная летопись» Н. П. Литвинова, на её страницах публиковал корреспонденции о положении и потребностях городских заведений народного образования. Впервые его статья на данную тему под собственной подписью была напечатана в этом издании 11 июня 1906 года в № 29. В мае 1907 года по приглашению Литвинова он также стал издателем и редактором газеты «Обь», которую по причине антиправительственного характера многократно штрафовали и приостанавливали. В конце 1908 года её окончательно закрыли. Самого же Аргунова как редактора несколько раз приговаривали к заключению в тюрьме, где в целом он пробыл три месяца.
С разрешения МВД выехал в 1909 году за границу. Во время Первой мировой войны находился в Париже и состоял в редколлегии журнала «Призыв», издававшегося совместными усилиями ПСР и меньшевистской РСДРП.
В 1917 году вернулся в Россию. Один из редакторов эсеровской газеты «Воля народа». Был избран во Всероссийское учредительное собрание по списку ПСР.
После Октябрьской революции был арестован 2 января 1918 года, освобожден по ходатайству левых эсеров. В 1918 году член Союза возрождения России. Принимал участие в работе Уфимского государственного совещания. Был избран заместителем Н. Д. Авксентьева в составе Директории.
После событий 18 ноября 1918 года в Омске был арестован, а затем выслан за границу. Через Китай выехал в Европу. В 1919 году издал в Париже книгу «Между двумя большевизмами», посвященную событиям 1918 года в России.
В 1920 году был на белом юге России, сотрудничал в екатеринодарской газете «Утро Юга». В 1921 году жил в Тифлисе, работал в отделении Московского народного банка.
Затем жил в эмиграции в Чехословакии. В 1922 году вышел из ПСР, один из лидеров эмигрантской организации «Крестьянская Россия — Трудовая крестьянская партия». В 1931 году вошёл в состав известной эмигрантской газеты «Руль» в Берлине, сотрудничал в других печатных органах эмиграции.
Был членом масонской ложи.

## Семья
- Жена — Мария Евгеньевна Аргунова, урождённая Павлова, преподаватель истории[3], сестра члена Учредительного собрания В. Е. Павлова.

## Сочинения
- А. А. Аргунов. Азеф — социалист-революционер // Провокатор: Воспоминания и документы о разоблачении Азефа. — Л., 1929. — С. 13—133.
- А. А. Аргунов. Между двумя большевизмами. — Париж: «Union», 1919. — 47 с.